# Карло Пелион ди Персано
Гроф Карло Пелион ди Персано (итал. Carlo Pellion di Persano; Верчели, 11. март 1806 — Торино, 28. јул 1883) био је италијански адмирал који је водио флоту италијанског краљевства у бици код Виса, 1866. Након пораза, оптужен је за неспособност и отпуштен.